# Border Roads Organisation

Flagge der Border Roads Organisation.

Die Border Roads Organisation (BRO) baut und unterhält Straßen in den Grenzregionen Indiens. Sitz der 1960 gegründeten Organisation ist Neu-Delhi.

## Auftrag

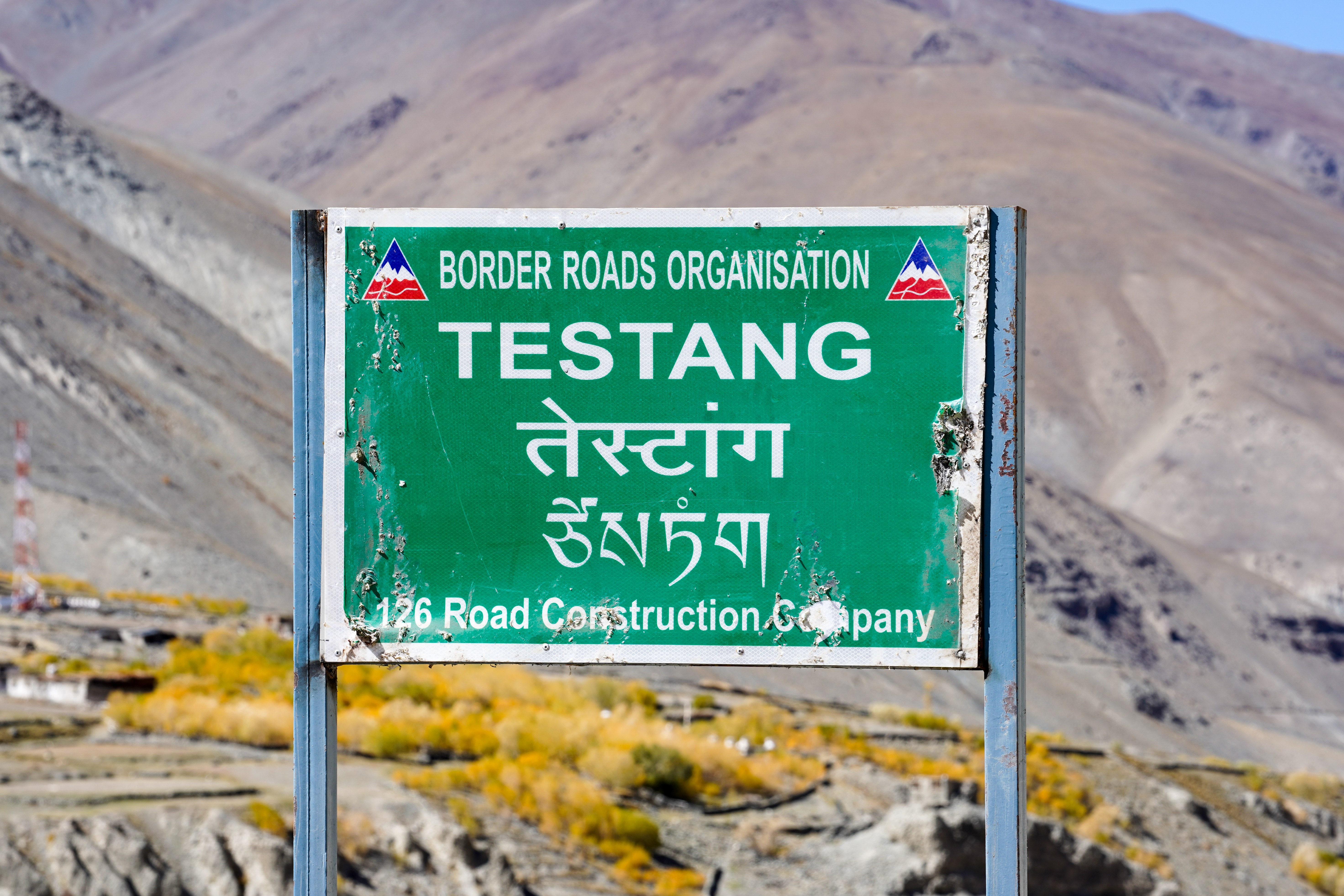
BRO-Schild in Ladakh.

Die Organisation betreut und baut Straßen, die eine strategische Bedeutung für die indische Armee haben und hat dadurch aber auch die wirtschaftliche Entwicklung in den indischen Bundesstaaten im Norden und Nordwesten des Landes mit vorangetrieben. Der Straßenbau muss unter teilweise extremen klimatischen Bedingungen durchgeführt werden. Die Straßenbautrupps arbeiten sowohl auf den eisigen Höhen des Himalaya wie auch den sumpfigen Marschgebieten Westbengalens und in der Wüste Rajasthans. Die BRO unterhält Straßen bis zu einer Höhe von 5600 m (18373 Fuß) Höhe. Das Straßennetz der BRO ist 32.885 km lang; es werden auch Brücken mit einer Gesamtlänge 12.200 m von der BRO betreut. Sie war auch am Bau der Rohtang Pass Highway Tunnel am Rohtang-Pass beteiligt. Die BRO ist in 22 Bundesstaaten und auf den Andamanen und Nikobaren tätig.
Die BRO arbeitet auf Anweisung der indischen Regierung auch im Ausland und hat Bauarbeiten in Tadschikistan, Afghanistan, Burma und Bhutan durchgeführt. Die BRO unterstützte zudem die Aufräumarbeiten nach dem Tsunami in Tamil Nadu (2004), dem Erdbeben in Kaschmir (2005) und der Sturzflut in Ladakh (2010).

## Struktur

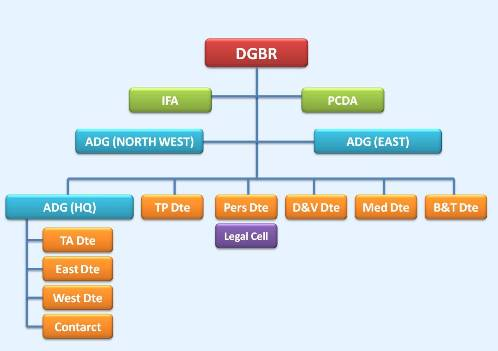
Organisationsstruktur der BRO.

BRO wird vom Director General of Border Roads geleitet. Seit 2010 hat M.C. Badhani diese Stellung im Range eines Generalleutnants inne. Die grundlegende Arbeitsgruppe der BRO ist ähnlich einem Zug (engl. Platoon). Ein Zug wird aus Ingenieuren der GREF und der Corps of Engineers gebildet. Die BRO selbst ist in 17 sogenannte Projekte gegliedert, die sogenannte Task Forces wie Straßenbaukompanien, Brückenbaukompanien u. ä. unterhalten und meist bestimmte geografische Regionen im Verantwortungsbereich der BRO betreuen. Die BRO beschäftigt auch Arbeitskräfte, die aus der örtlichen Bevölkerung rekrutiert werden und nur für eine begrenzte Zeit und für bestimmte Aufgaben eingesetzt werden.

## Personal
Offiziere und Angehörige der General Reserve Engineer Force aus dem Verantwortungsbereich des Ministry of Surface Transport bilden den Stammkader der BRO. Darüber hinaus ist sie mit Offizieren und Soldaten des Ingenieurkorps der indischen Armee besetzt, die Außer seiner Regimentszugehörigkeit (auf Abordnung) eingesetzt sind.

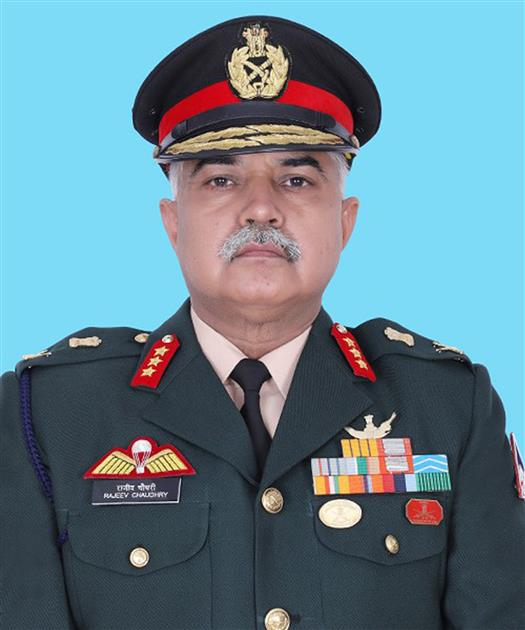
Generalleutnant Rajeev Chaudhry war von 2020 bis 2023 Generaldirektor von BRO.

Amtsbezeichnungen und Amtskennzeichen der General Reserve Engineer Force
|                                                      |                             |                |                         |                                          |                    |                              |                    |
| Director General Generalleutnant der indischen Armee | Additional Director General | Chief Engineer | Superintending Engineer | Executive Engineer (höhere Gehaltsstufe) | Executive Engineer | Assistant Executive Engineer | Assistant Engineer |

|                         |                                                  |                          |            |              |               |         |          | kein Abzeichen |
| Senior Hindi translator | Junior Engineer Senior Supervisor Superintendent | Assistant Superintendent | Supervisor | Leading hand | Special grade | Grade-I | Grade-II | Pioneer        |